# Paropsia guineensis
Paropsia guineensis je biljka iz porodice Passifloraceae, roda Paropsia.Prihvaćeno je ime.
Sinonimi su Hornea guineensis (Oliv.) Warb. i  Paropsia pritzelii Gilg.
Raste u Srednjoafričkoj Republici (Sangha Economique), u DR Kongu (Orientale), Gani, Nigeriji, Kamerunu, Gabonu, Kongu, Ugandi, Angoli i Beninu. Primjerci su pokupljeni na visinama od 385 do 750 metara nadmorske visine.
Nije svrstana u IUCN-ov popis ugroženih vrsta.

## Vanjske poveznice
- Paropsia na Germplasm Resources Information Network (GRIN)  Arhivirana inačica izvorne stranice od 3. svibnja 2013. (Wayback Machine), SAD-ov odjel za poljodjelstvo, služba za poljodjelska istraživanja.